# Lista de cidades da Geórgia (Estados Unidos)

Localização do estado da Geórgia nos Estados Unidos.

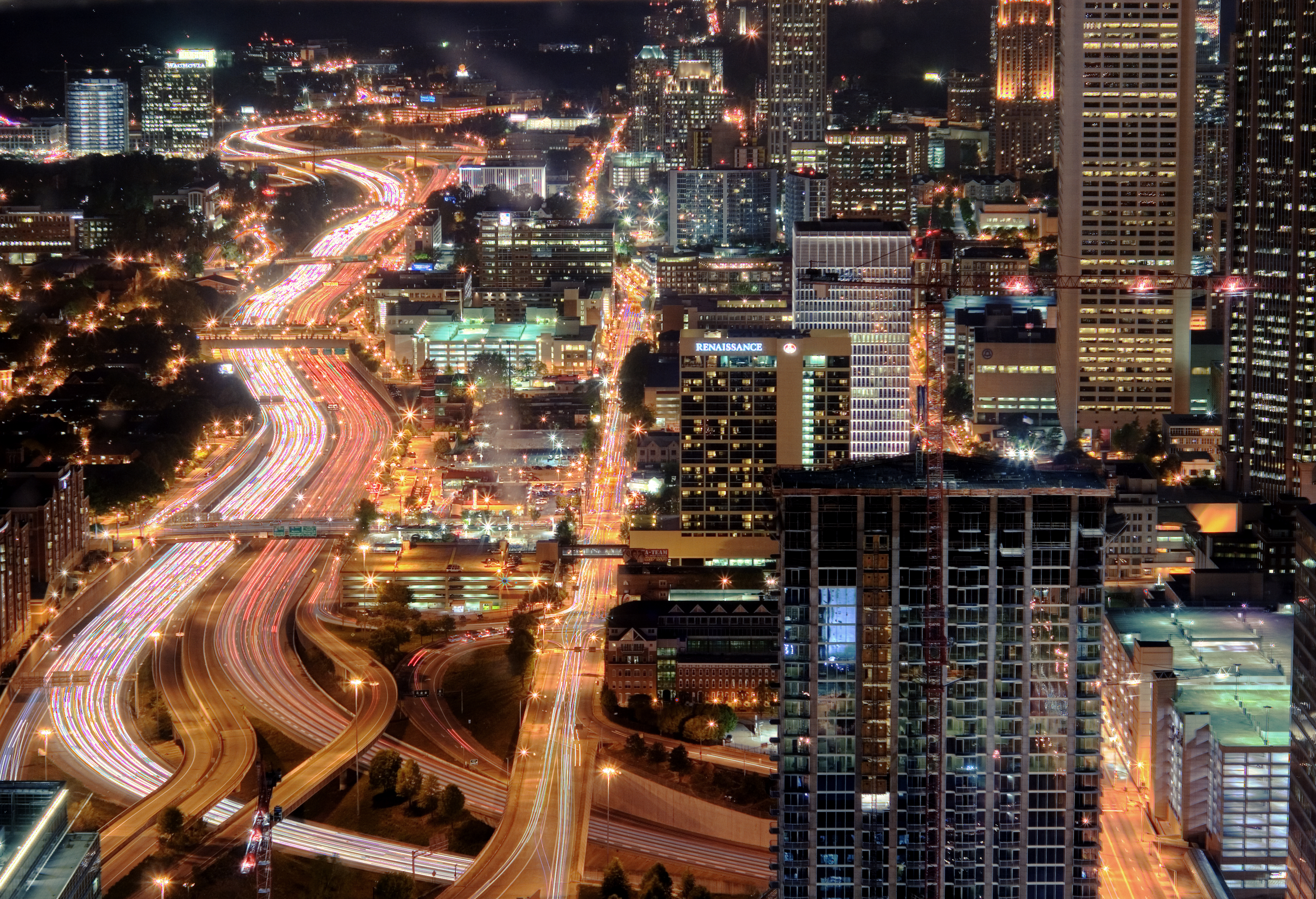
Centro de Atlanta, capital e maior cidade do estado da Geórgia.

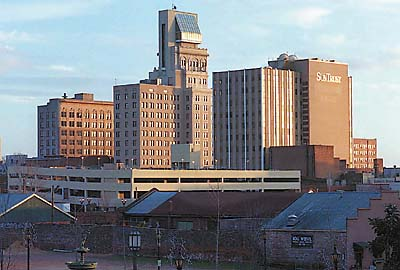
Augusta, segunda maior cidade da Geórgia.

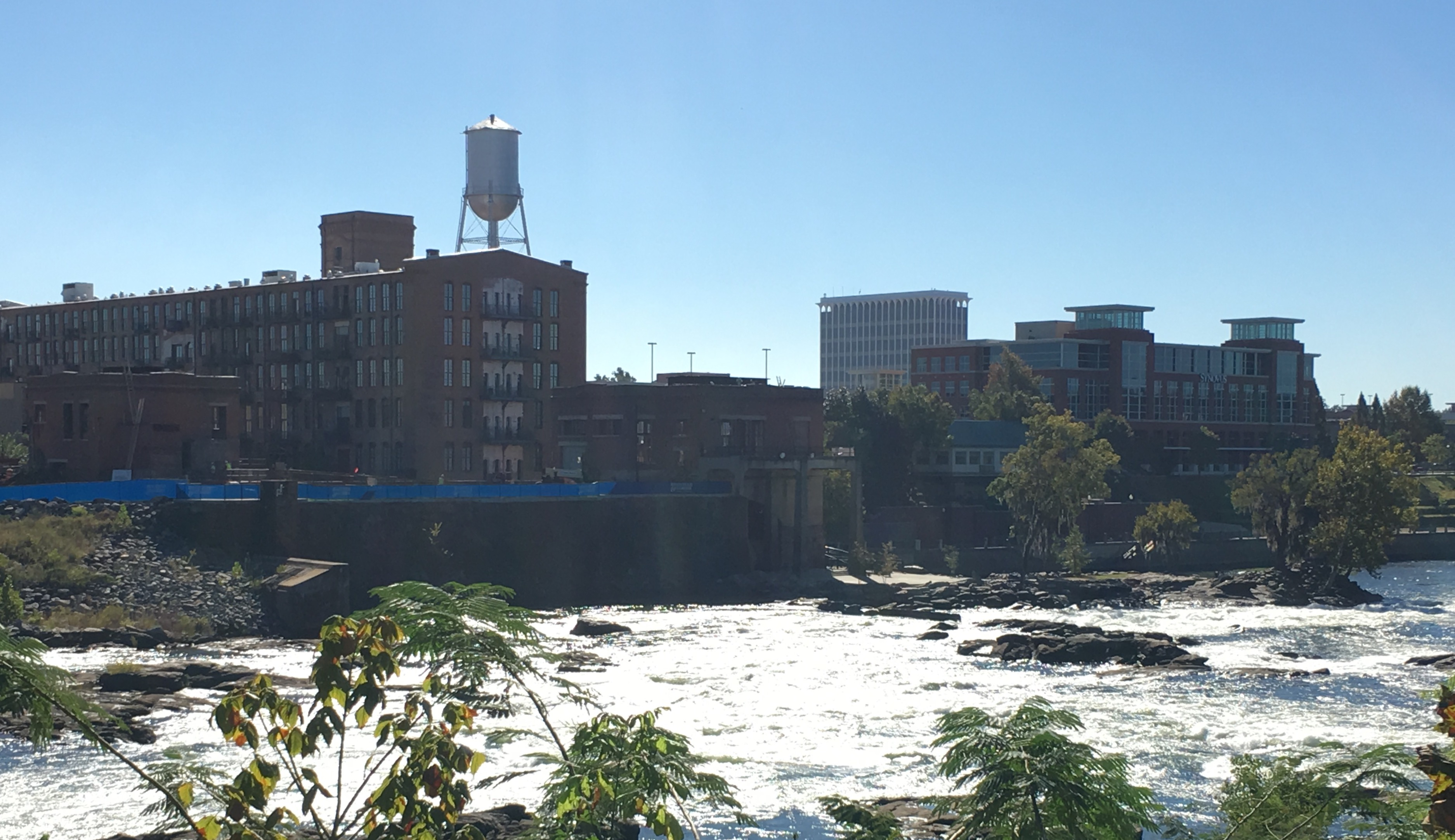
Centro de Columbus, terceira cidade mais populosa da Geórgia.

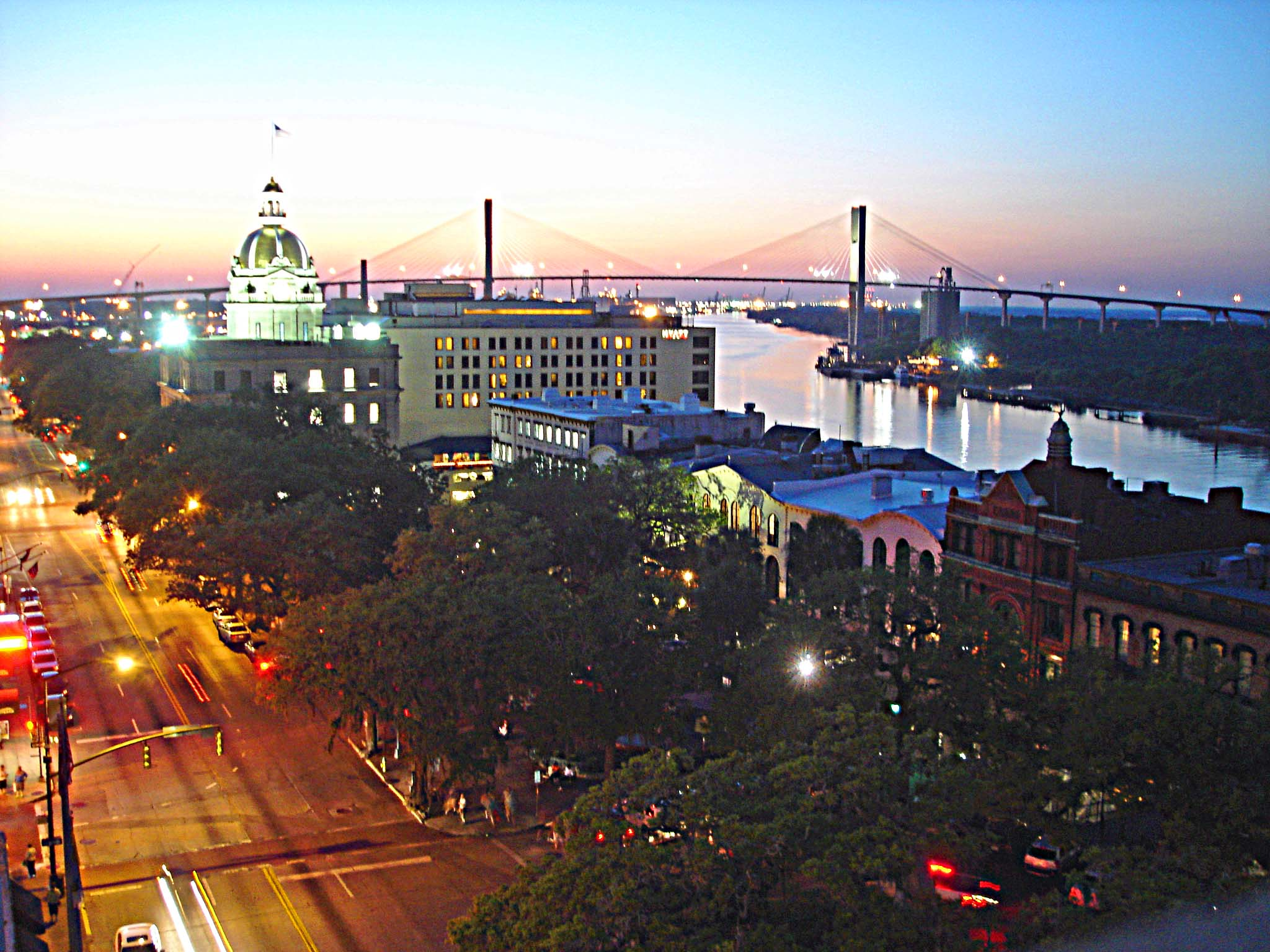
Savannah, quarta maior cidade da Geórgia.

A Geórgia é um estado localizado na Região Sul dos Estados Unidos. De acordo com o Censo dos Estados Unidos do ano de 2010, a Geórgia é o 9º estado o mais populoso com 9.688.681 habitantes, e o 21º maior por área de terra, que cobre 148,959 quilômetros quadrados. A Geórgia é dividida em 159 condados que juntos contém 535 municípios constituídos por cidades, vilas, municípios consolidados, além de cidades consolidadas.
O maior município por população na Geórgia é Atlanta com 420.003 habitantes, e o menor município por população é Edge Hill com 24 residentes. O maior município por área de terra é Augusta, uma cidade-condado consolidada, que se estende por 783,4 quilômetros quadrados, enquanto Payne é o menor, com míseros 0,10 quilômetros quadrados de área.

## A
- Abbeville
- Acworth
- Adairsville
- Adel
- Adrian
- Ailey
- Alamo
- Alapaha
- Albany
- Aldora
- Allenhurst
- Allentown
- Alma
- Alpharetta
- Alston
- Ambrose
- Americus
- Andersonville
- Arabi
- Aragon
- Arcade
- Argyle
- Arlington
- Arnoldsville
- Ashburn
- Athens
- Atlanta
- Attapulgus
- Auburn
- Augusta
- Austell
- Avalon
- Avera
- Avondale Estates

## B
- Baconton
- Bainbridge
- Baldwin
- Ball Ground
- Barnesville
- Bartow
- Barwick
- Baxley
- Bellville
- Belvedere Park
- Berkeley Lake
- Berlin
- Bethlehem
- Between
- Bibb City
- Bishop
- Blackshear
- Blacksville
- Blairsville
- Blakely
- Bloomingdale
- Blue Ridge
- Bluffton
- Blythe
- Bogart
- Bonanza
- Boston
- Bostwick
- Bowdon
- Bowersville
- Bowman
- Braselton
- Braswell
- Bremen
- Brinson
- Bronwood
- Brooklet
- Brooks
- Broxton
- Brunswick
- Buchanan
- Buckhead
- Buena Vista
- Buford
- Butler
- Byromville
- Byron

## C
- Cadwell
- Cairo
- Calhoun
- Camak
- Camilla
- Candler-McAfee
- Canon
- Canton
- Carlton
- Carnesville
- Carrollton
- Cartersville
- Cave Springs
- Cedartown
- Centerville
- Centralhatchee
- Chamblee
- Chatsworth
- Chattanooga
- Chauncey
- Chester
- Chickamauga
- Clarkesville
- Clarkston
- Claxton
- Clayton
- Clermont
- Cleveland
- Climax
- Cobbtown
- Cochran
- Cohutta
- Colbert
- Coleman
- College Park
- Collins
- Colquitt
- Columbus
- Comer
- Commerce
- Conyers
- Coolidge
- Cordele
- Corinth
- Cornelia
- Country Club Estates
- Covington
- Crawford
- Crawfordville
- Culloden
- Cumming
- Cusseta
- Cuthbert

## D
- Dacula
- Dahlonega
- Daisy
- Dallas
- Dalton
- Damascus
- Danielsville
- Danville
- Darien
- Dasher
- Davisboro
- Dawson
- Dawsonville
- Dearing
- Decatur
- Deenwood
- Deepstep
- Demorest
- Denton
- Dexter
- De Soto
- Dillard
- Dock Junction
- Doerun
- Donalsonville
- Doraville
- Douglas
- Douglasville
- Druid Hills
- Du Pont
- Dublin
- Dudley
- Duluth
- Dunwoody

## E
- East Dublin
- East Ellijay
- East Griffin
- East Newnan
- East Point
- Eastman
- Eatonton
- Edge Hill
- Edison
- Elberton
- Ellaville
- Ellenton
- Ellijay
- Emerson
- Enigma
- Ephesus
- Eton
- Euharlee
- Evans
- Experiment

## F
- Fair Oaks
- Fairburn
- Fairmount
- Fairview
- Fargo
- Fayetteville
- Fitzgerald
- Flemington
- Flovilla
- Flowery Branch
- Folkston
- Forest Park
- Forsyth
- Fort Benning South
- Fort Gaines
- Fort Oglethorpe
- Fort Stewart
- Fort Valley
- Franklin
- Franklin Springs
- Funston

## G
- Gainesville
- Garden City
- Garfield
- Gay
- Geneva
- Georgetown
- Gibson
- Gillsville
- Girard
- Glennville
- Glenwood
- Good Hope
- Gordon
- Graham
- Grantville
- Gray
- Grayson
- Greensboro
- Greenville
- Gresham Park
- Griffin
- Grovetown
- Gumbranch
- Gumlog
- Guyton

## H
- Hagan
- Hahira
- Hamilton
- Hampton
- Hannahs Mill
- Hapeville
- Haralson
- Harlem
- Harrison
- Hartwell
- Hawkinsville
- Hazlehurst
- Helen
- Helena
- Hephzibah
- Hiawassee
- Higgston
- Hilltop
- Hiltonia
- Hinesville
- Hiram
- Hoboken
- Hogansville
- Holly Springs
- Homeland
- Homer
- Homerville
- Hoschton
- Hull

## I
- Ideal
- Ila
- Indian Springs
- Iron City
- Irondale
- Irwinton
- Isle of Hope
- Ivey

## J
- Jackson
- Jacksonville
- Jakin
- Jasper
- Jefferson
- Jeffersonville
- Jenkinsburg
- Jersey
- Jesup
- Jonesboro
- Junction City

## K
- Kennesaw
- Keysville
- Kings Bay Base
- Kingsland
- Kingston
- Kite

## L
- La Fayette
- LaGrange
- Lake City
- Lakeland
- Lake Park
- Lavonia
- Lawrenceville
- Leary
- Leesburg
- Lenox
- Leslie
- Lexington
- Lilburn
- Lilly
- Lincolnton
- Lithia Springs
- Lithonia
- Locust Grove
- Loganville
- Lookout Mountain
- Louisville
- Lovejoy
- Ludowici
- Lula
- Lumber City
- Lumpkin
- Luthersville
- Lyerly
- Lyons

## M
- McBean
- McCaysville
- McDonough
- Macon
- McRae
- Madison
- Manassas
- Manchester
- Mansfield
- Marietta
- Marshallville
- Meansville
- Meigs
- Menlo
- Metter
- Midville
- Midway
- Milledgeville
- Millen
- Milner
- Molena
- Monroe
- Montezuma
- Monticello
- Morgan
- Morrow
- Morven
- Moultrie
- Mountain Park
- Mount Vernon
- Mount Zion

## N
- Nahunta
- Nashville
- Nelson
- Newnan
- Newton
- Nicholls
- Nicholson
- Norcross
- Norman Park
- Norwood

## O
- Oakwood
- Ocilla
- Oconee
- Offerman
- Oglethorpe
- Oliver
- Omega
- Oxford

## P
- Palmetto
- Patterson
- Pavo
- Payne
- Peachtree City
- Pearson
- Pelham
- Pembroke
- Pendergrass
- Perry
- Pinehurst
- Pine Lake
- Pitts
- Plains
- Plainville
- Pooler
- Port Wentworth
- Poulan
- Powder Springs

## Q
- Quitman

## R
- Ray City
- Rebecca
- Reidsville
- Remerton
- Resaca
- Riceboro
- Richland
- Richmond Hill
- Rincon
- Ringgold
- Riverdale
- Roberta
- Rochelle
- Rockmart
- Rome
- Rossville
- Roswell
- Royston
- Rutledge

## S
- St. Marys
- Sandersville
- Santa Claus
- Savannah
- Scotland
- Screven
- Senoia
- Sharon
- Shellman
- Shiloh
- Sky Valley
- Smithville
- Smyrna
- Snellville
- Social Circle
- Soperton
- Sparta
- Springfield
- Stapleton
- Statesboro
- Statham
- Stockbridge
- Stone Mountain
- Sugar Hill
- Summerville
- Sunny Side
- Suwanee
- Swainsboro
- Sycamore
- Sylvania
- Sylvester

## T
- Talbotton
- Tallapoosa
- Temple
- Tennille
- Thomaston
- Thomasville
- Thomson
- Tifton
- Toccoa
- Trenton
- Tunnel Hill
- Twin City
- Tybee Island
- Ty Ty

## U
- Unadilla
- Union City
- Union Point
- Uvalda

## V
- Valdosta
- Varnell
- Vidalia
- Vidette
- Vienna
- Villa Rica

## W
- Waco
- Wadley
- Waleska
- Walthourville
- Warm Springs
- Warner Robins
- Warrenton
- Warwick
- Washington
- Waycross
- Waynesboro
- West Point
- Whigham
- White
- White Plains
- Willacoochee
- Winder
- Winterville
- Woodbine
- Woodbury
- Woodland
- Woodstock
- Woodville
- Wrens
- Wrightsville

## Y
- Young Harris

## Z
- Zebulon